# Texania fulleri
Texania fulleri é uma espécie de besouro metálico da família Buprestidae . É encontrado na América do Norte.